# Bolero falaz
«Bolero falaz» es una canción de bolero y el primer sencillo de la banda colombiana de rock Aterciopelados de su segundo álbum de estudio, El dorado (1995). La canción debutó y alcanzar en su punto más alto en el número 56 en los US Billboard Hot Latin Tracks del año 1995. Se mantuvo  por un total de 2 semanas durante esa posición. Esta canción es una de las exitosas del álbum y del grupo en general.

## Lista de canciones

### CD - Promo
| Bolero falaz — Sencillo |                |          |  |
| N.º                     | Título         | Duración |  |
| 1.                      | «Bolero falaz» | 3:58     |  |

## Posiciones en las listas
| Listas                                     | Posición |
| ------------------------------------------ | -------- |
| Estados Unidos Billboard Hot Latin Tracks  | 56       |
| Estados Unidos Billboard Latin Pop Airplay | 7        |
| México Top 100 (1996)                      | 89       |

## Premios y nominaciones
| Año  | Publicación          | País          | Lista                                               | Puesto |
| ---- | -------------------- | ------------- | --------------------------------------------------- | ------ |
| 2007 | SateliteMusical      | Latinoamérica | Top 20 del Rock Latino                              | 9°     |
| 2006 | Alborde              | EUA           | 500 canciones del Rock Iberoamericano               | 10°    |
| 2009 | Rock en las Américas | Latinoamérica | Las 120 mejores canciones del rock hispanoamericano | 7°     |
| 2011 | Subterránica         | Colombia      | Las 100 Mejores Canciones del Rock Colombiano       | 19     |
| 2014 | AutopistaROCK        | Colombia      | Las 50 Canciones Más Grandes del Rock Colombiano    | 1º     |
| 2014 | Rolling Stone        | Colombia      | 50 Grandes Canciones Colombianas                    | 1º     |